# Fabbri Group
Fabbri Group, gevestigd in Calto (Italië), is een fabrikant van pretparkattracties. Het bedrijf levert onder andere achtbanen, flatrides, waterattracties en thrillrides.

## Geschiedenis
In 1950 werd in Italië de eerste fabriek van Fabbri gesticht. De eerste attractie die de Fabbri Group is Avio (Aeroplane Attractie). Rond 1980 ging Fabbri zich meer richten op het produceren van attracties voor klanten over de hele wereld. (Vooral in Europa en het Midden-Oosten). In 1998 werd de Fabbri Group gesticht, toen pas ging het bedrijf achtbanen produceren.

## Attractietypes
De Fabbri Group heeft een groot aanbod attracties, van draaimolens tot heftige achtbanen. Een paar attractietypes zijn:
- Booster
- Booster Maxx
- Eclipse
- Vrijevaltoren
- Reuzenrad
- Breakdance (Wordt verkocht onder de naam Magic Dance)
- Verschillende soorten waterattracties:
  - Boomstamattractie
  - Rapid river
- Botsauto's
- Vliegend tapijt
- Monorail

## Lijst van achtbanen
| Naam                                           | Model                             | Park                                                                    | Land                | Geopend                               | Status         |
| ---------------------------------------------- | --------------------------------- | ----------------------------------------------------------------------- | ------------------- | ------------------------------------- | -------------- |
| Brucomela                                      | Wacky Worm                        | Leolandia                                                               | Italië              | 1998                                  | Gesloopt       |
| Mirage Rosso                                   | Mistral 63                        | Zoosafari Fasanolandia                                                  | Italië              | 2000                                  | Open           |
| Bruco Mela                                     | Wacky Worm                        | Safari Park                                                             | Italië              | 2000                                  | Open           |
| Wallis's Wonderful Wriggling Wirral Wacky Worm | Wacky Worm                        | New Brighton Funfair                                                    | Verenigd Koninkrijk | 2004                                  | Open           |
| Anaconda                                       | Mistral 63                        | Fantasy World                                                           | Kazachstan          | 2005                                  | Open           |
| Onbekend                                       | Mistral 63                        | Nanhu Amusement Park                                                    | China               | 2005                                  | Gesloopt       |
| Kålmasken                                      | Wacky Worm                        | Halmstad Äventyrsland                                                   | Zweden              | 2005                                  | Gesloopt       |
| Take Off                                       | Onbekend                          | Fantasy World                                                           | Kazachstan          | 2005                                  | Open           |
| Himalaya                                       | Spinning Mouse / Power Mouse      | Adhari Park                                                             | Bahrein             | 2006                                  | Open           |
| Rockin Roller                                  | Spinning Mouse / Power Mouse      | Botton's Pleasure Beach                                                 | Verenigd Koninkrijk | 2006                                  | Open           |
| Spinning Madness                               | Spinning Mouse / Power Mouse      | Zoosafari Fasanolandia                                                  | Italië              | 2007                                  | Open           |
| Screamin' Demon                                | Spinning Mouse / Power Mouse Midi | Castle Amusement Park                                                   | Verenigde Staten    | 2008                                  | Buiten werking |
| SpaceMouse                                     | Spinning Mouse / Power Mouse      | Fiabilandia                                                             | Italië              | 2008                                  | Open           |
| Mad Mouse                                      | Spinning Mouse / Power Mouse      | Tosselilla                                                              | Zweden              | 2009                                  | Open           |
| Roof Junior Coaster                            | Spinning Mouse / Power Mouse      | E-DA Theme Park                                                         | Taiwan              | 2010                                  | Open           |
| Neo's Twister                                  | Spinning Mouse / Power Mouse Midi | PowerLand                                                               | Finland             | 2011                                  | Open           |
| Crazy Coaster voorheen Ragnarök                | Spinning Coaster / Power Mouse    | Halmstad Äventyrsland                                                   | Zweden              | 2012 2007 tot 2010                    | Open           |
| Family Star                                    | Spinning Mouse / Power Mouse Midi | Great Yarmouth Pleasure Beach                                           | Verenigd Koninkrijk | 2013                                  | Open           |
| Formula 1                                      | Spinning Mouse / Power Mouse Midi | Magic Park Land                                                         | Frankrijk           | 2013                                  | Open           |
| Mad Mouse                                      | Spinning Mouse / Power Mouse Midi | M&Ds Scotland's Theme Park Bayside Fun Park                             | Verenigd Koninkrijk | 2016 2012                             | Open           |
| Kung Fu Panda Master                           | Spinning Mouse / Power Mouse      | Gardaland                                                               | Italië              | 2016                                  | Open           |
| Batman                                         | Spinning Mouse / Power Mouse Midi | Tir Prince Family Funfair Malmö Folkets Park Furuvik Malmö Folkets Park | Verenigd Koninkrijk | 2017 2009 tot 2013 2007 tot 2008 2006 | Open           |
| TBA                                            | Spinning Mouse / Power Mouse      | Ankapark                                                                | Turkije             | 2018                                  | In aanbouw     |